# Церемоніальне графство
Церемоніальним графством (англ. ceremonial county) в Англії називається графство, яким управляє призначений лорд-лейтенант. В даний час згідно з Актом про Лейтенантство від 1997 року  в Англії налічується 48 церемоніальних графств.

## Історія
Різниця між церемоніальними та адміністративними графствами склалося історично. У деяких випадках важливе місто ставало окремим церемоніальним містом-графством, незалежним від графства, на території якого він розташовувався. Також на території одного адміністративного району могло утворитися кілька церемоніальних графств: наприклад, територія історичного графства Йоркшир була розділена на третини, кожна з яких є церемоніальним графством.
Термін «церемоніальне графство» є анахронізмом, так як на картах і в Законі про місцеве самоврядування 1888 року церемоніальні графства значилися як «графства».

## Географія
1. Бакінгемшир
2. Бедфордшир
3. Беркшир
4. Бристоль
5. Великий Лондон
6. Великий Манчестер
7. Вілтшир
8. Ворикшир
9. Вустершир
10. Гемпшир
11. Герефордшир
12. Гартфордшир
13. Глостершир
14. Дарем
15. Дербішир
16. Девон
17. Дорсет
18. Ессекс
19. Західний Йоркшир
20. Західний Мідленд
21. Західний Сассекс
22. Камбрія
23. Кембриджшир
24. Кент
25. Корнуол
26. Ланкашир
27. Лестершир
28. Лінкольншир
29. Мерсісайд
30. Норфолк
31. Нортгемптоншир
32. Нортумберленд
33. Ноттінгемшир
34. Оксфордшир
35. Острів Вайт
36. Південний Йоркшир
37. Північний Йоркшир
38. Рутленд
39. Сомерсет
40. Стаффордшир
41. Суррей
42. Суффолк
43. Східний Йоркширський Райдінг
44. Східний Сассекс
45. Тайн-енд-Вір
46. Чешир
47. Шропшир